# موتیسکوا
موتیسکوا (انگلیسی: Mutiscua) نام یک منطقه مسکونی در کلمبیا است.